# محطة قطار رمضان جمال
محطة رمضان جميل هي محطة قطار جزائرية تقع ببلدية رمضان جمال بولاية سكيكدة .
يقع عند تقاطع عدة خطوط، ويسمح بمرور القطارات بين مختلف المدن الكبرى في شمال شرق الجزائر: عنابة، قسنطينة، جيجل وسكيكدة؛ وَبعد ذلك نحو الجزائر وباتنة وسطيف .

## موقع في السكك الحديدية
تقع المحطة غرب مدينة رمضان جمال. وهي محطة وسيطة على خط الجزائر-سكيكدة ، حيث تسبقها محطة سهكي أحمد وتتبعها محطة حمادي كرومة . وهي أيضًا محطة انطلاق الخط من رمضان جمال إلى عنابة ، حيث يتبعه محطة عزابة ، والخط من رمضان جمال إلى جيجل ، حيث يتبعه محطة إمجاز إدشيش .

## تاريخ
خِلال فترة الاستعمار ، كانت المحطة تسمى محطة سان تشارلز .

## خدمة الركاب

### خدمة
محطة رمضان جمال تخدمها:
- قطارات الخط الرئيسي لخط الجزائر - عنابة ؛
- القطارات الإقليمية للاتصالات:
  - قسنطينة - سكيكدة ؛
  - سكيكدة - عين التوتة  .

## أنظر أيضا

### مقالات ذات صلة
- خط من الجزائر إلى سكيكدة
- خط من رمضان جميل إلى عنابة
- الخط من رمضان جميل إلى جيجل
- قائمة محطات القطارات في الجزائر

### رابط خارجي
- "SNTF". Société nationale des transports ferroviaires (SNTF). مؤرشف من الأصل في 2025-06-02..

قالب:Desserte gare/début
قالب:Desserte gare
قالب:Desserte gare
قالب:Desserte gare
قالب:Desserte gare/fin